# بطارية ضفدع

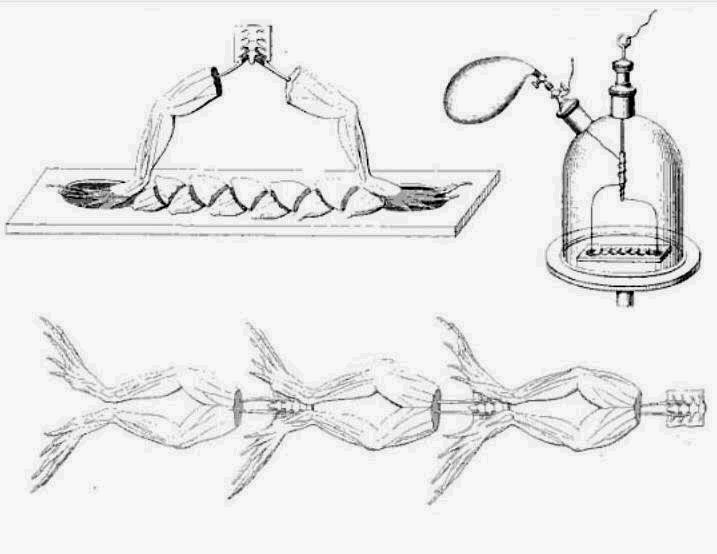

بطارية الضفدع هي بطارية كهروكيميائية تتكون من عدد من الضفادع الميتة (أو الحيه أحيانا )، والتي تشكل خلايا البطارية متصلة على هيئه سلسلة. ويعتبر نوعا من البطاريات الحيويه . وقد استخدمت في التحقيقات العلمية في وقت مبكر من اكتشاف الكهرباء .
فكره صنعها هي فرق الجهد الكهربي الناتج من اصابه عضلات الضفدع . وعلى الرغم من كون هذه النظرية لم تكن مدروسة بالكامل حتى القرن الثامن والتاسع عشر الا انهم فوجئو بطاقه متولده نتيجه تحلل عضلات الضفدع.
يعتبر هذا النوع من البطاريات مثالا على البطاريات الحيويه وهي البطاريات التي تصنع من عدد من الحيوانات .
تم إنشاء هذا النوع من البطاريات ( الضفدع البطارية ) بواسطه
كارلو ماتوتشي في عام 1845 ميلاديا ولكن كانت هناك محاولات قبله .
كمان انه استطاع إنشاء بطاريات من حيوانات أخرى . وهناك العالم Giovanni Aldini الذي استطاع عمل بطاريه من رأس الثور .

## الخلفيه العامه
في الأيام الأولى من البحوث الكهربائية، كان هناك طريقة مشهوره للكشف عن التيار الكهربائي عن طريق جهاز غالفانوسكوب galvanoscope من ساق الضفدع.
وقد حصل الباحثون على إمدادات جيدة من الضفادع الحية واستخدمو سيقان الضفادع في جهازجلفانوسكوب. وقد كانت الضفادع مادة ملائمة لاستخدامها في تجارب أخرى. حيث أنها كانت صغيرة، والتعامل معها كان سهلا، وكانت الساقين حساسة بشكل خاص إلى التيار الكهربائي، وكان لها استجابة لفترة أطول من الحيوانات الأخرى.

## التحضير

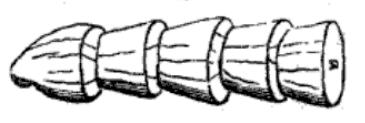

كان من المعتاد استخدام الفخذين من الضفادع كسلسله لبناء البطارية . في بدايه الأمر تسلخ سيقان الصفادع .ثم تقطع الساق السفلية في مستوى مفصل الركبة ويتخلص منها . ولكن ينبغي الحذر حيث أن تلف العضلات خلال هذا الإجراء سوف يفسد النتائج.ثم يتم قطع عضلة الفخذ اثنين بشكل عرضي لإنتاج اثنين من نصف الفخذين. ثم يتم الاحتفاظ فقط بالقطعة السفليه مخروطيه الشكل . ثم يوضع نصف الفخذين على عازل من الخشب ملمع .وبهذا رتبت أن السطح الداخلي من الأولى يكون على اتصال مع السطح الخارجي من الثانية، وضعت بقايا الضفدع في أكواب من الماء وشكلت نهايات البطارية.

## التاريخ

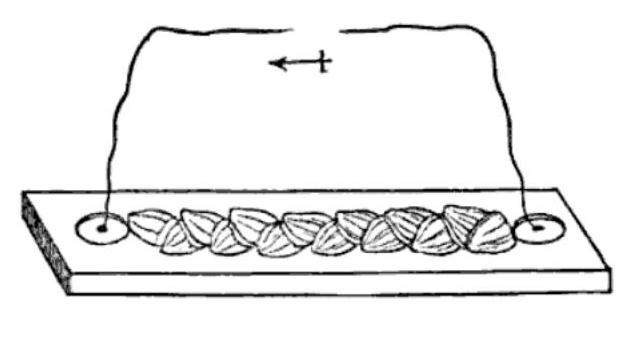

تم بناء أول بطارية من الضفدع من قبل يوزيبيو فالي Eusebio Valli في 1790 ميلاديا وقد كانت مكونه من سلسله من 10 ضفادع . وقد وجد صعوبه في قراءه كل نتائجه .فقد كام فالي يعتقد بما اعتقده من قبل لويجي جلفاني  معتبرا أن الكهرباء الحيوانية (أو الكهرباء الجلفانية) كانت ظاهرة مختلفة من الكهرباء المعدنية وحتى إنكار وجودها وقد ثبتت نظرية أليساندرو فولتا ألساندرو فولتا الصحيحة عندما نجح في بناء حزمه فولتية دون استخدام أي مادة حيوانية. ولأن فالي وجد نفسه على الجانب الخطأ في هذا النزاع، قثد رفض تغيير رأيه على الرغم من الأدلة ولذا فقد أصبح عمله قليلا واكتشافه لبطارية الضفدع إنجازا غير مشهور ولم يوثق توثيقا جيدا .

## Bibliography
- غولدينغ بيرد Elements of Natural Philosophy, London: John Churchill 1848.
- غولدينغ بيرد Lectures on Electricity and Galvanism, London: Longman, Brown, Green, & Longmans 1849.
- Clarke, Edwin; Jacyna, L. S. Nineteenth-Century Origins of Neuroscientific Concepts, University of California Press, 1992 (ردمك 0-520-07879-9).
- Clarke, Edwin; O'Malley, Charles Donald The Human Brain and Spinal Cord: a historical study illustrated by writings from antiquity to the twentieth century, Norman Publishing, 1996 (ردمك 0-930405-25-0).
- Hellman, Hal Great Feuds in Medicine, John Wiley and Sons, 2001 (ردمك 0-471-34757-4)
- كارلو ماتوتشي "The muscular current" المعاملات الفلسفية للجمعية الملكية, pp. 283–295, 1845.
- Matteucci, Carlo "Matteucci's lectures on living beings", American Journal of Science and Arts, series 2, vol.5, pp. 390–398, May 1848.
- Kipnis, Nahum "Changing a theory: the case of Volta's contact electricity", Nuova Voltiana, vol.5 (2003), pp. 143–162, Università degli studi di Pavia, 2003 (ردمك 88-203-3273-6).
- Rutter, J. O. N. Human Electricity, J.W. Parker and Son, 1854.
- Valli, Eusobio; Moorcroft W. (trans.), Experiments on Animal Electricity, With Their Application to Physiology, London: Printed for J. Johnson, 1793 14847798.